# Textile Building
 (avril 2025).
Le Textile Building est un édifice de 14 étages situé 66 Leonard Street et 239-245 Church Street dans le quartier de Tribeca à Manhattan, à New York.

## Histoire
De style néo-Renaissance, il a été conçu par Henry J. Hardenbergh et construit en 1900-1901 par George A. Fuller pour l'Importer's Building Company. L'immeuble de 12 étages a été transformé en 47 condominiums en 1999 par le promoteur Yitzchak Tessler,.
Le bâtiment fait partie du quartier historique de Tribeca East, qui a été désigné par la Commission de conservation des monuments de la ville de New York le 8 décembre 1992. Le bâtiment s'appelait à l'origine « Importer's Building » et abritait les bureaux et les salles d'exposition des entreprises de produits secs. Il est décoré de souvenirs de l'industrie textile américaine. La façade est ornée de six représentations du Caducée, un bâton ailé entouré d'une paire de serpents. Il y a également huit cartouches.
Le chef cuisinier Jean-Georges Vongerichten a acheté un appartement dans l'immeuble en avril 2001 pour 2,62 millions de dollars, qu'il a revendu en 2004 à Hiromi Go, une pop star japonaise, pour 3,25 millions de dollars.

## Source de traduction
- (en) Cet article est partiellement ou en totalité issu de l’article de Wikipédia en anglais intitulé « Textile Building (Manhattan) » (voir la liste des auteurs).